# Patoka (Indiana)
Patoka – miasto w Stanach Zjednoczonych, w stanie Indiana, w hrabstwie Gibson.